# 今昔畫圖續百鬼
《今昔畫圖續百鬼》（日语：／ Konjaku Gazu Zoku Hyakki）是1779年（安永8年）由日本江戶時代畫家鳥山石燕創作的妖怪畫集，也是《畫圖百鬼夜行》的續編。此畫集由「雨」、「晦」、「明」等三部構成，各篇名取自六氣；與《畫圖百鬼夜行》不同的是，作者在圖畫上加入對妖怪的解說文字。

## 收錄作品

### 雨

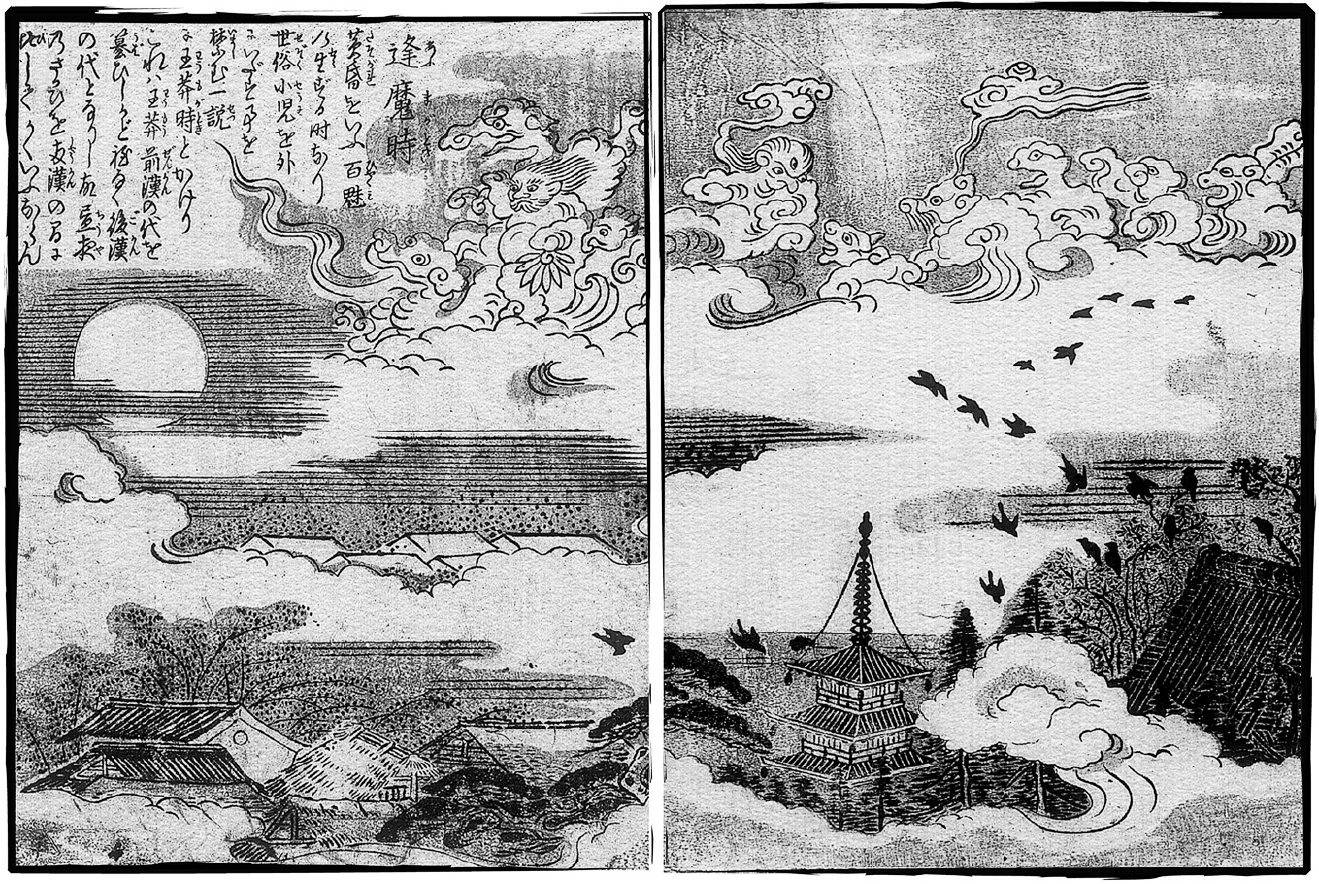
逢魔時（おうまがとき）
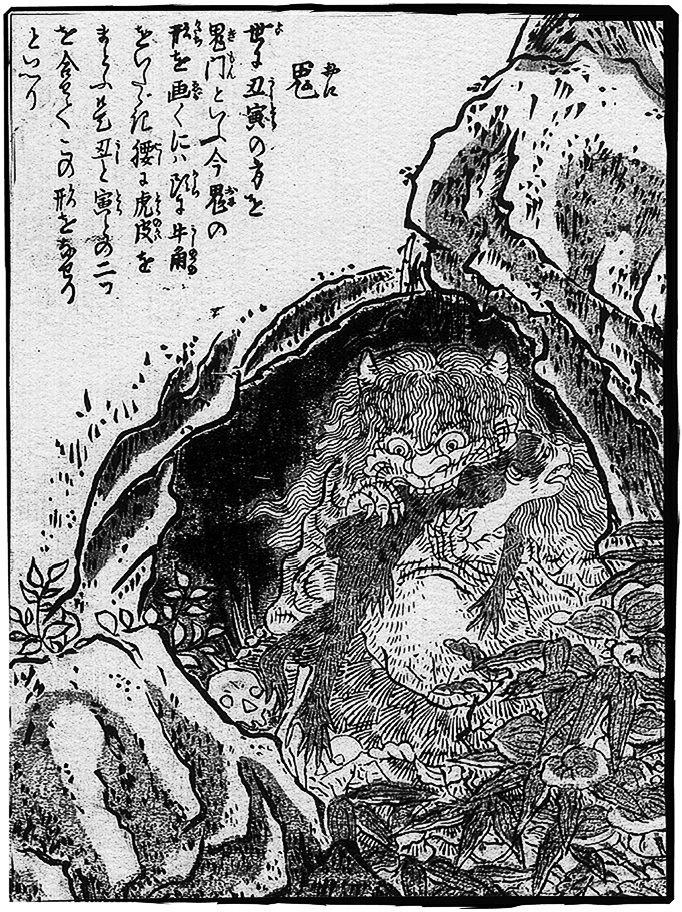
鬼
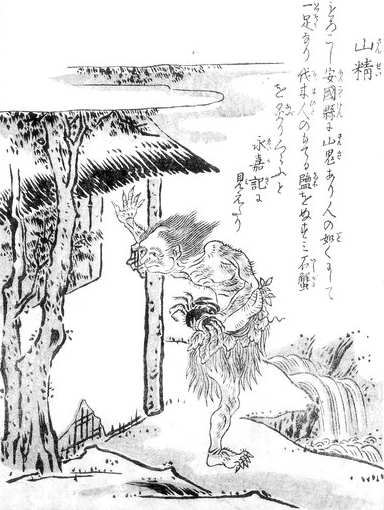
山精
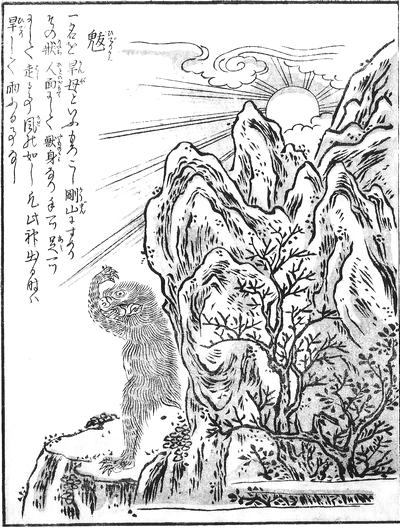
魃
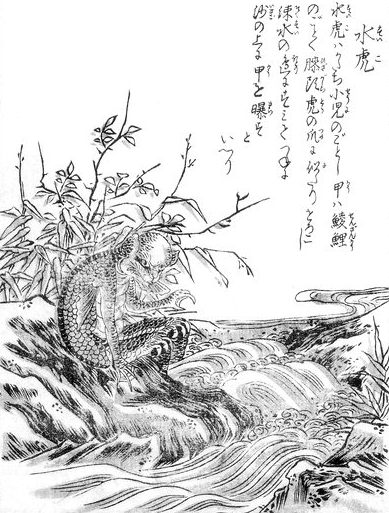
水虎
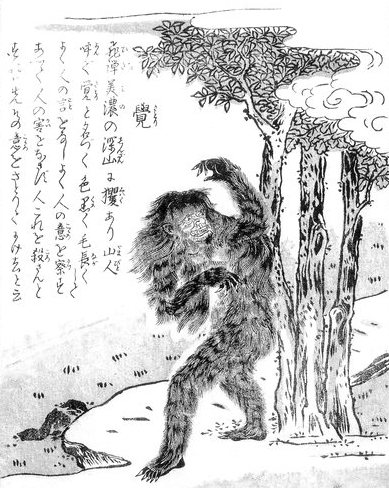
覺
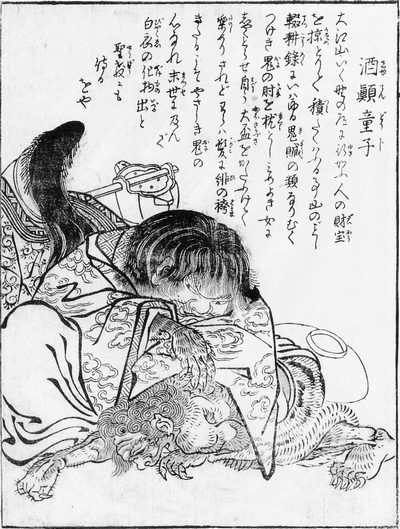
酒顛童子（しゅてんどうじ）
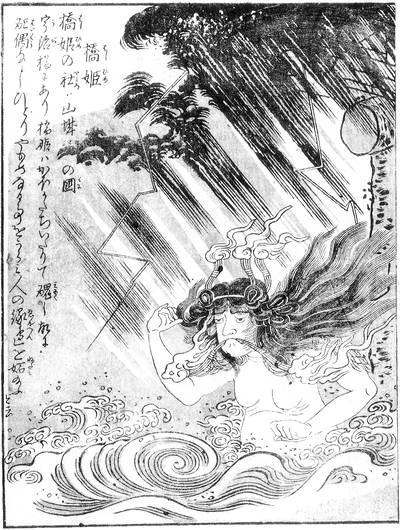
橋姬
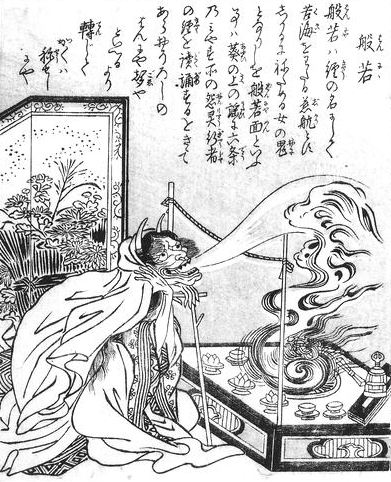
般若
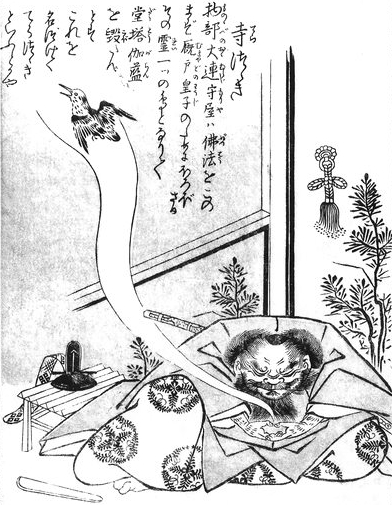
寺之啄（日语：寺つつき）
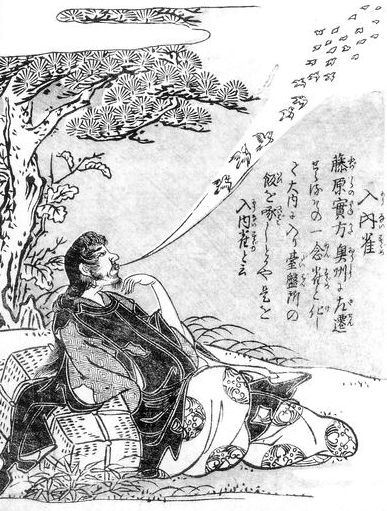
入內雀（にゅうないすずめ）
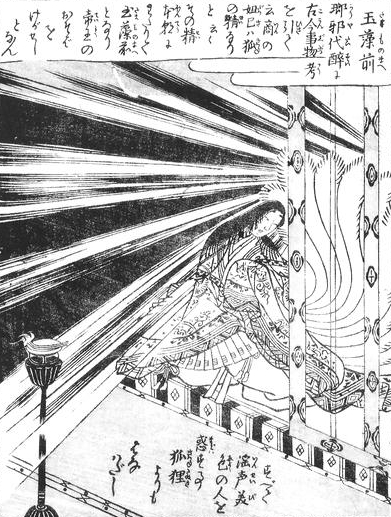
玉藻前（たまものまえ）
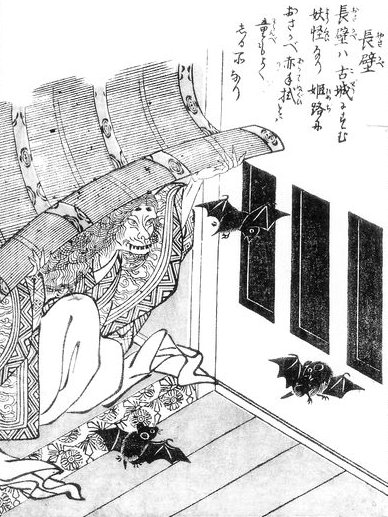
長壁
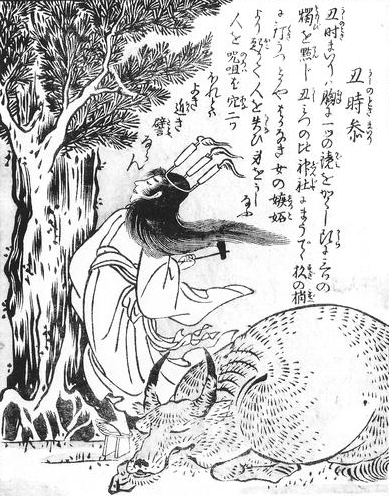
丑時參（日语：丑の刻参り）

### 晦

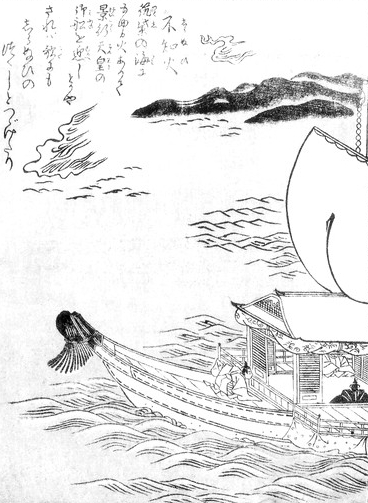
不知火（しらぬい）
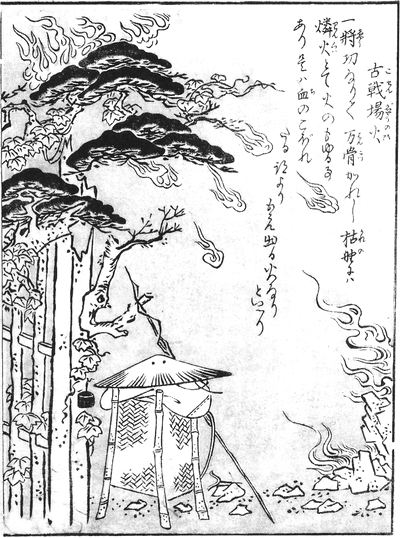
古戰場火（日语：古戦場火）
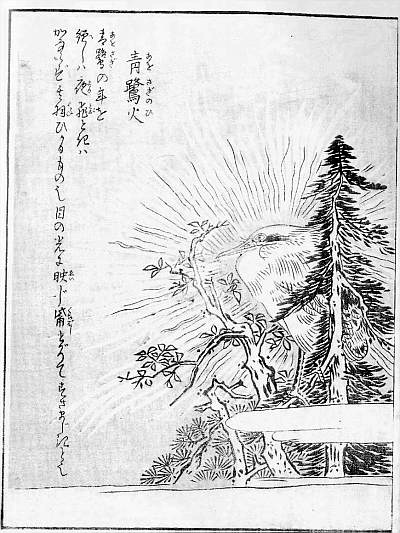
青鷺火（あおさぎび）
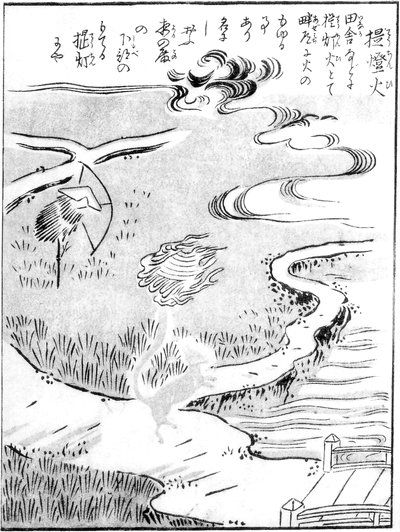
提燈火（日语：提灯火）
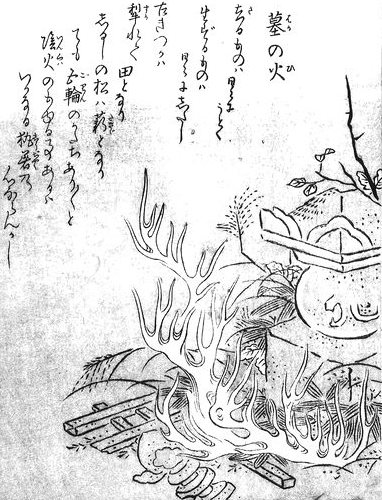
墓之火（日语：墓の火）
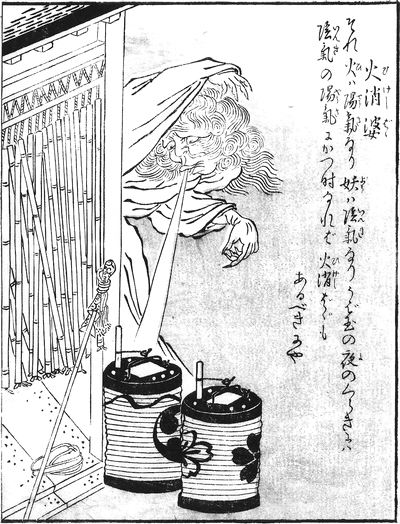
火消婆（日语：火消婆）
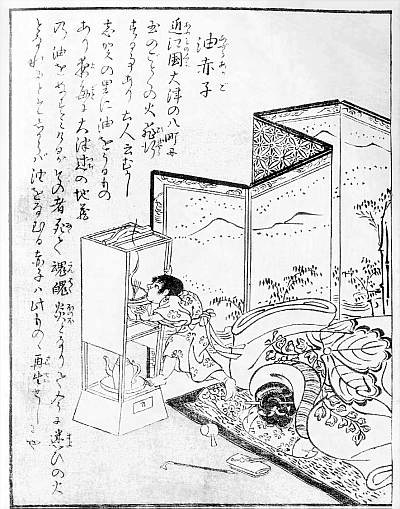
油赤子（日语：油赤子）
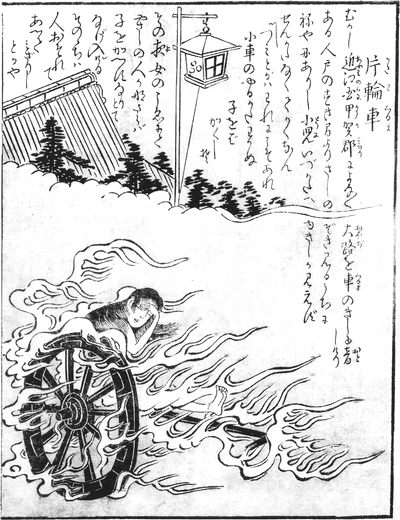
片輪車（かたわぐるま）
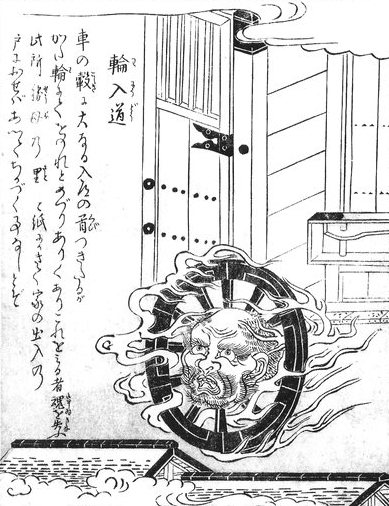
輪入道（わにゅうどう）
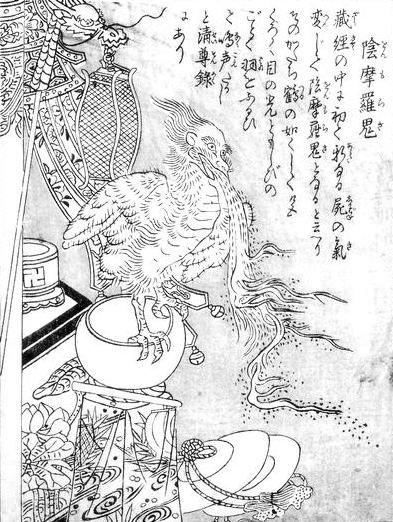
陰摩羅鬼（おんもらき）
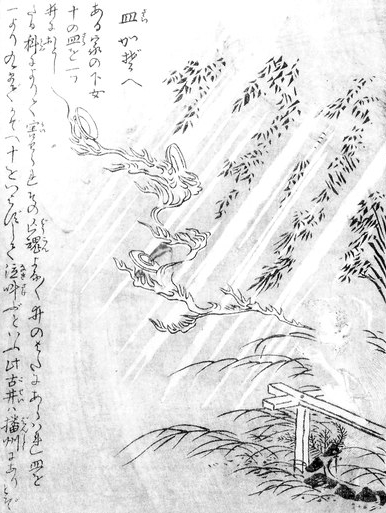
皿數
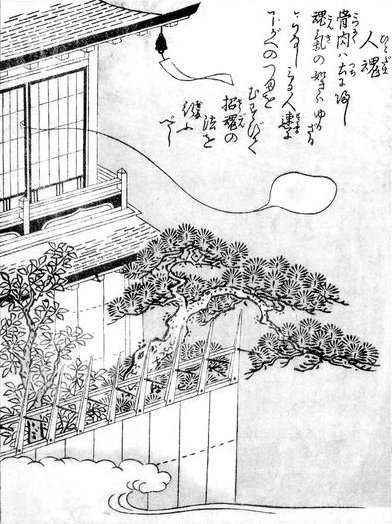
人魂
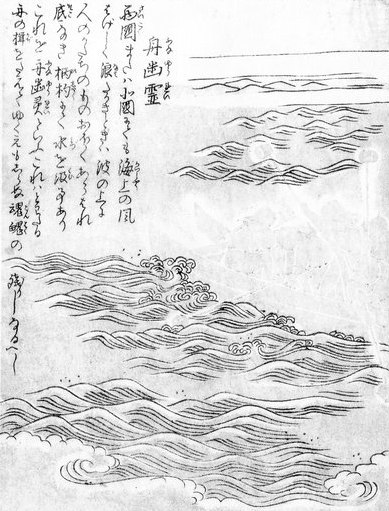
船幽靈（ふなゆうれい）
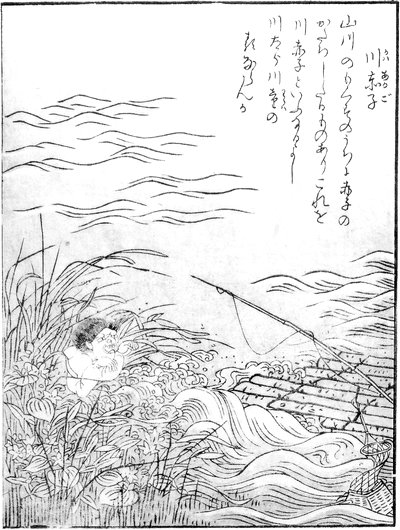
川赤子（かわあかご）
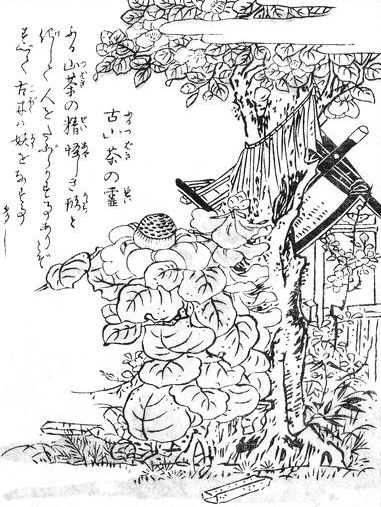
link-ja|古椿之靈|古椿の霊|古山茶之靈]]（ふるつばきのれい）
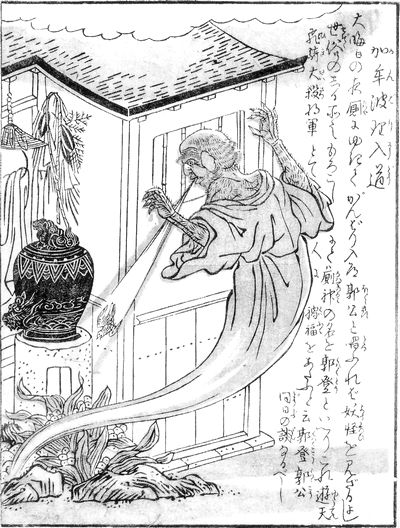
加牟波理入道（がんばりにゅうどう）
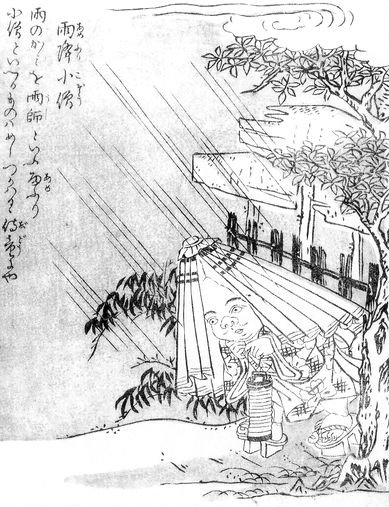
雨降小僧（あめふりこぞう）

- 加牟波理入道（日语：加牟波理入道）
- 雨降小僧
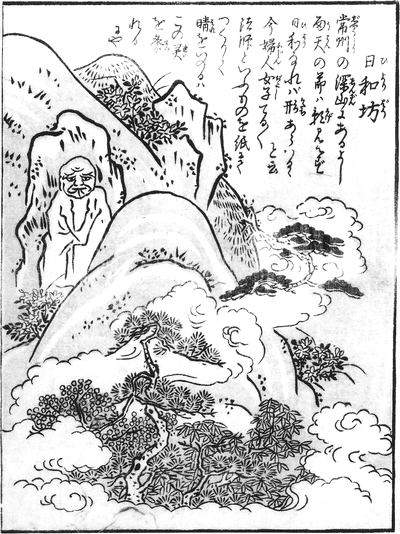
日和坊（日语：日和坊）
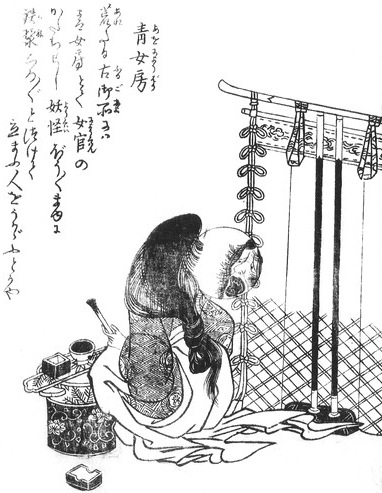
青女房（あおにょうぼう）
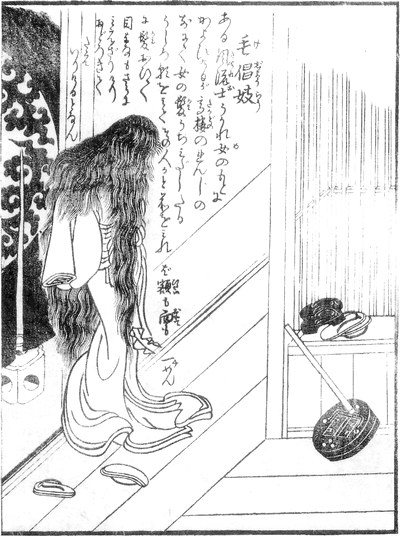
毛倡妓（けじょうろう）
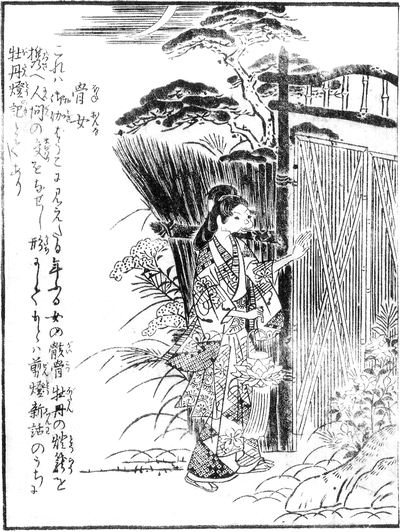
骨女

### 明

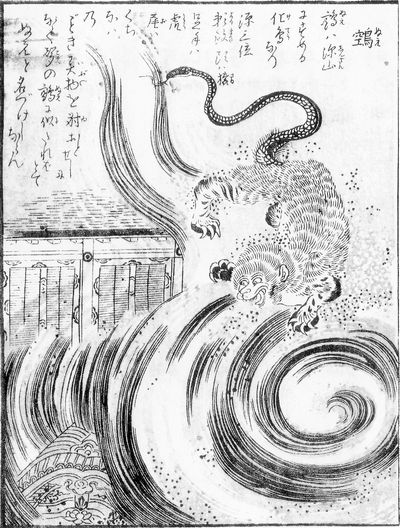
鵺
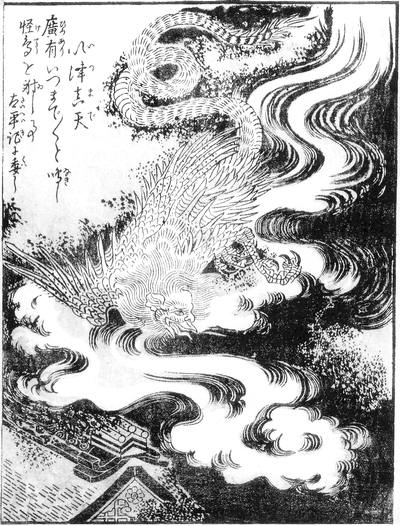
以津真天（いつまで）
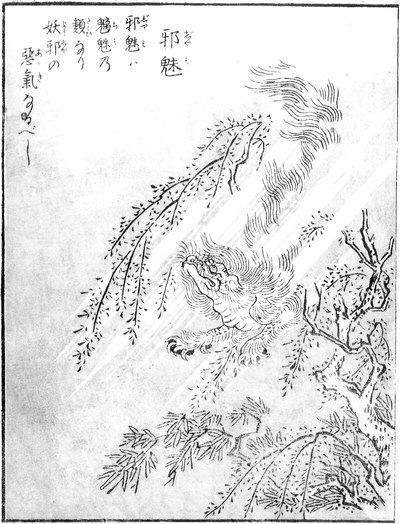
邪魅
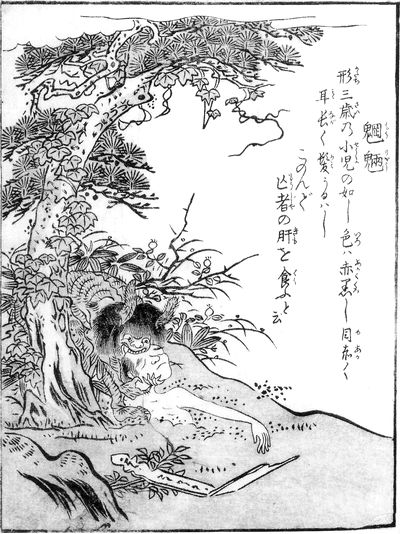
魍魎
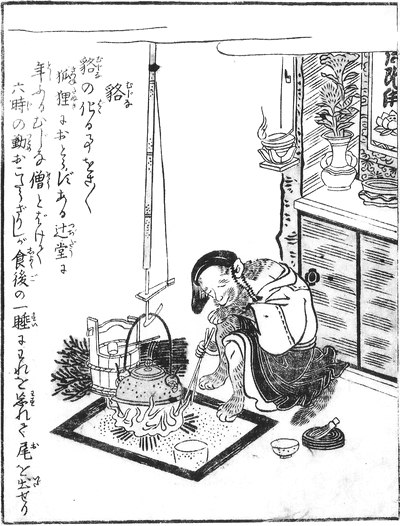
貉
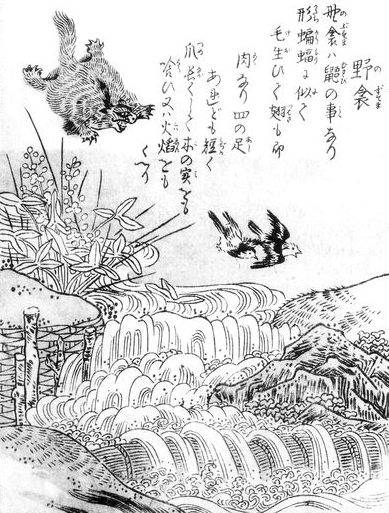
野衾
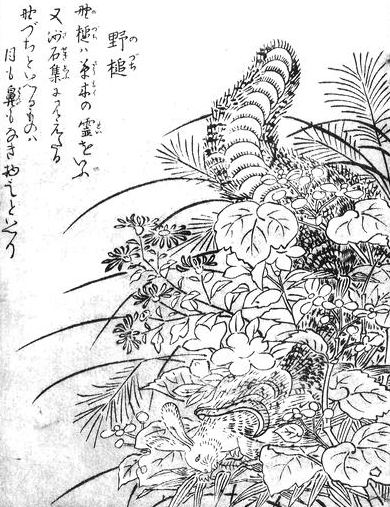
野槌
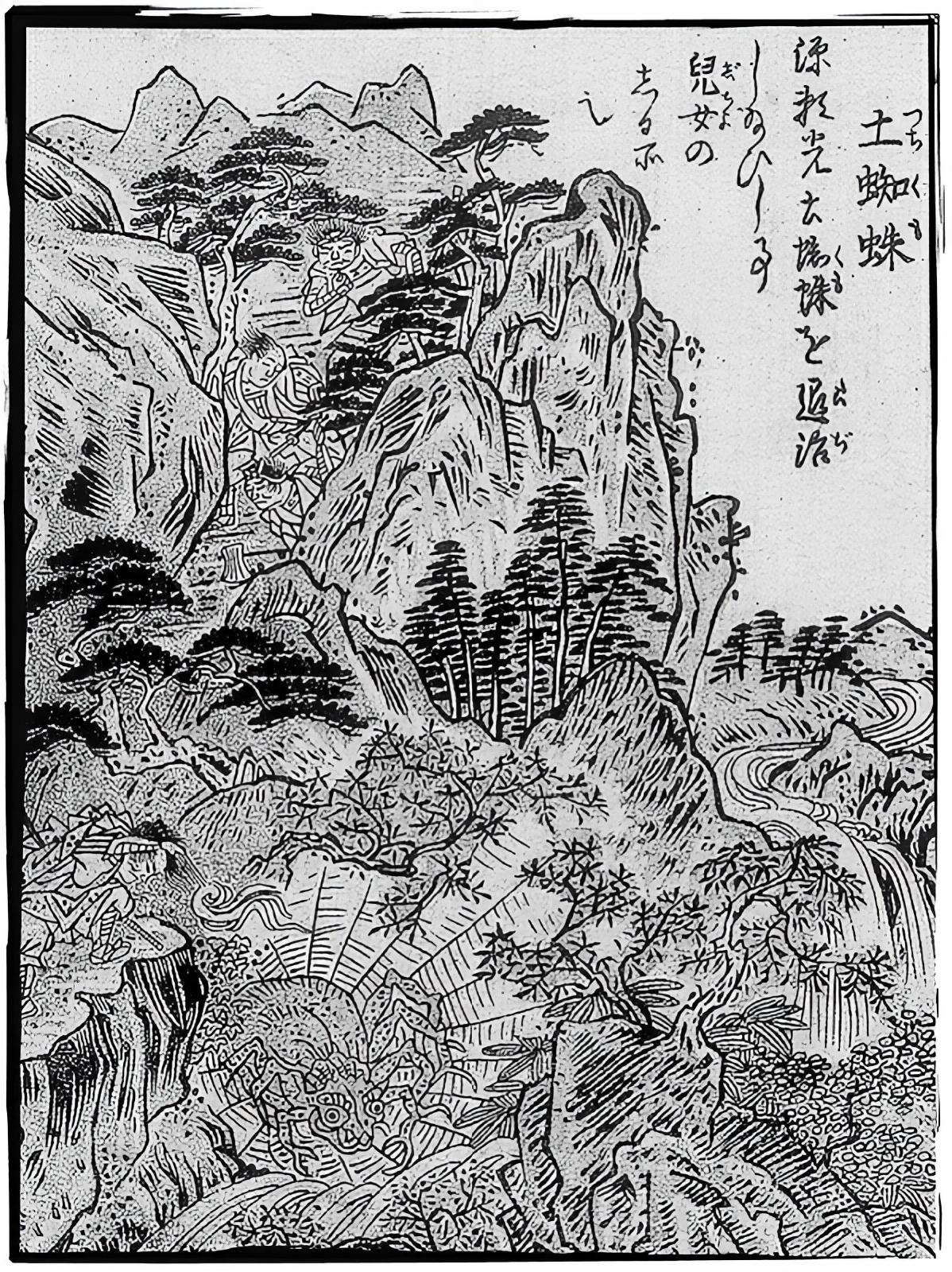
土蜘蛛（つちぐも）
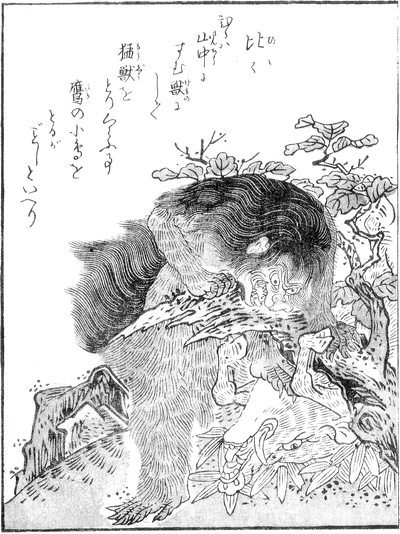
比比
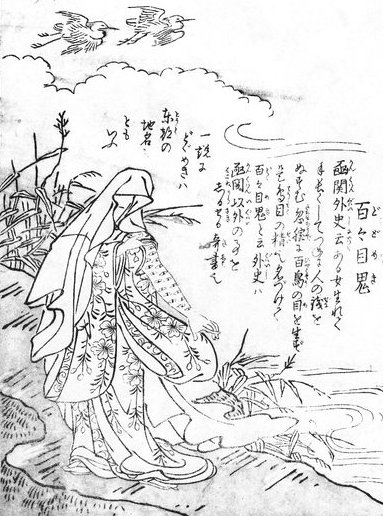
百百目鬼（どどめき）
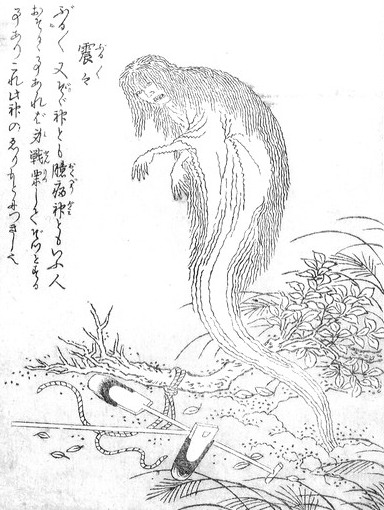
震震
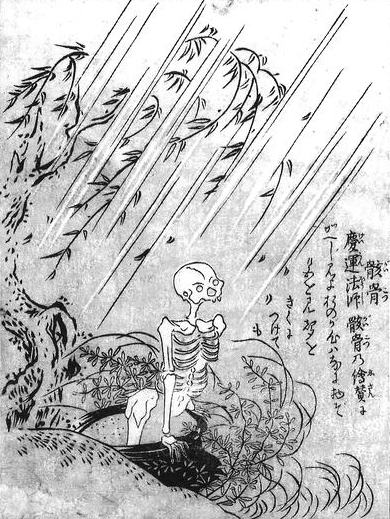
骸骨
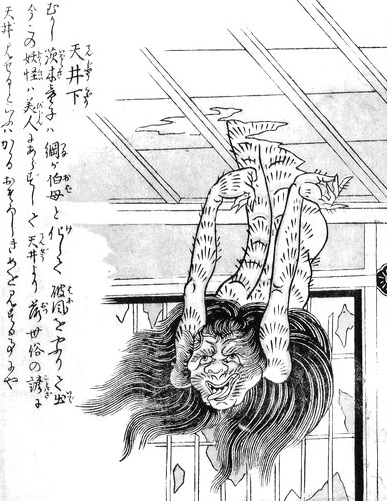
天井下（日语：天井下り）
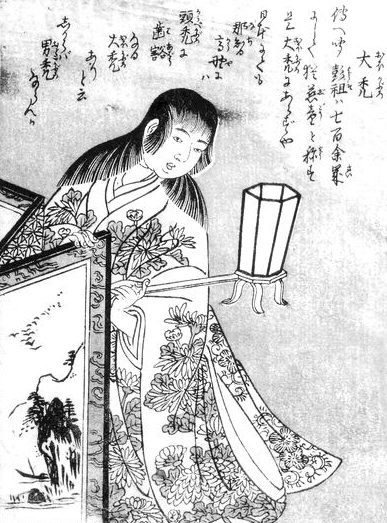
大禿
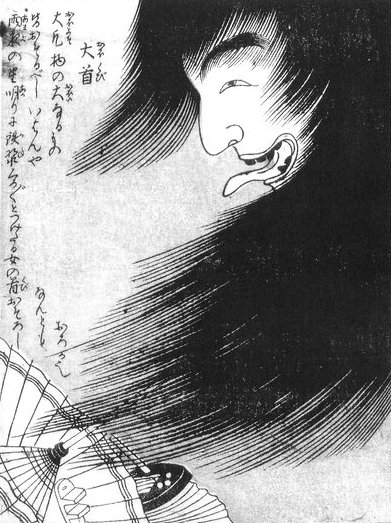
大首
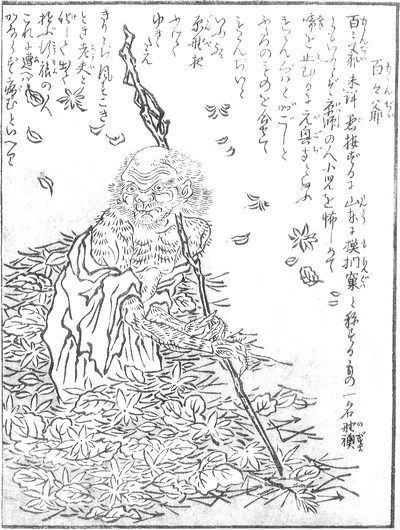
百百爺（日语：百々爺）
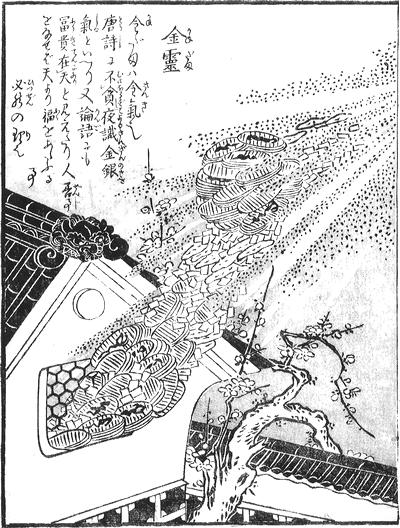
金靈
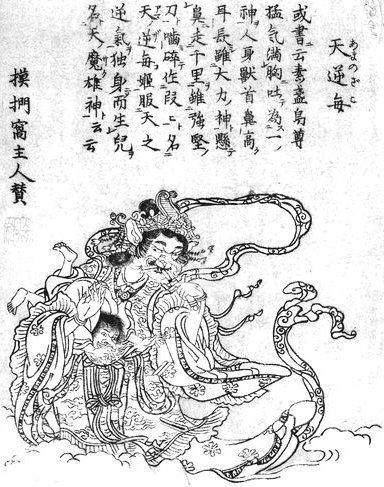
天逆每（あまのざこ）
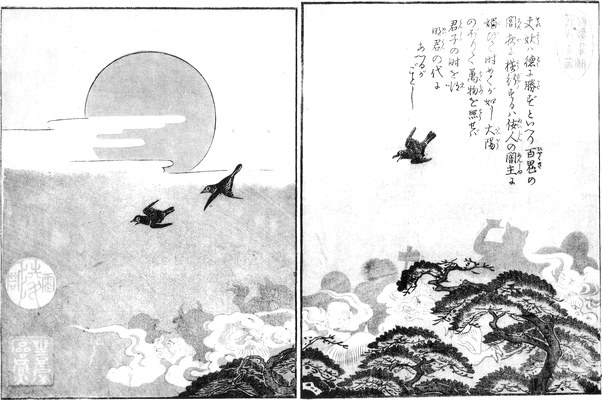
日出

## 外部連結
- 百鬼夜行